# Репешок обыкновенный
Репешо́к обыкнове́нный, или Репешок аптечный, или Репешок лека́рственный (лат. Agrimónia eupatória), — многолетнее травянистое растение, вид рода Репешок семейства Розовые. Приведённые названия используются по устаревшим синонимам лат. Agrimonia vulgaris (Р. обыкновенный) и лат. Agrimonia officinarum (Р. аптечный или лекарственный). Переводом современного научного именования является Репешок репешковый по самоназванию растения в др.-греч. εὐπατορία (eupatoria).
В качестве русскоязычного названия вида в литературе нередко используются также варианты «репяшок обыкновенный» и «репейничек обыкновенный».

## Ботаническое описание
Растения 60-130 (150) см высотой, с прямым стеблем, покрытым, как и листья, волосками, от которых всё растение кажется зеленовато-серым, пушистым.
Листья прерывноперистые, листочки эллиптические, зубчатые, иногда собраны в розетку у основания стебля.
Цветки — с пятью жёлтыми лепестками, 6-12 мм, размещены вдоль верхней части стебля в соцветии колосовидная кисть. Чашелистиков тоже пять, а тычинок — от 10 до 20. Цветёт в июне-августе (сентябре).
Плод — одноорешек, заключённый в сухой гипантий с крючковатыми шипиками:37, которые цепляются за шерсть животных и одежду людей, обеспечивая расселение растения.

## Распространение и экология
Растение широко распространено в Европе. Предпочитает освещённые и влажные места, луга, растёт в зарослях кустарников, при дорогах, на опушках, холмах.
Гемикриптофит.

## Химический состав
В траве репешка обыкновенного присутствуют фенольные кислоты (протокатеховая кислота, эллаговая кислота, галловая кислота), гидроксициннаматы (п-кумаровая кислота, 3-O-п-кумароилхинная кислота, кофеилхинные кислоты), флавоны (апигенин, космосиин, лютеолин, цинарозид, изовитексин, апигенин-7-О-глюкуронид, витексин, лютеолин-7-О-глюкуронид), флавонолы (кверцетин, кемпферол, астрагалин, афцелин, никотифлорин, кемпферид, кемпферид-3-O-рамнозид, гиперозид, тилирозид), катехины, процианидины (B1, B2, B3, B6, B7, C1, C2), эллаготаннины (агримониин, педункулагин). В семенах репешка обыкновенного обнаружены кверцетин и кверцетин-3'-О-глюкозид.

## Хозяйственное значение и использование
Лекарственные препараты на основе репешка являются в народной медицине средством от большого числа заболеваний. Они используются как противовоспалительное, спазмолитическое, отхаркивающее, потогонное, желчегонное и мочегонное средство. Помимо этого, отмечают их кровоостанавливающий и кровоочистительный эффект. Лекарства на основе репешка применяют также как глистогонное средство и средство от аллергии. К числу заболеваний, которые народная медицина предлагает лечить с помощью репешка, относятся: заболевания ЖКТ, печени (гепатит, цирроз и др.) и жёлчного пузыря, ревматизм, радикулит, болезни почек и мочевыводящих путей (камни, недержание мочи и др.), гинекологические заболевания (опухоли, эрозии и др.), астма и другие лёгочные болезни. Кроме того, репешок можно использовать как лёгкое седативное средство, поскольку он обладает способностью успокаивать ЦНС и понижать артериальное давление. Такой обширный спектр возможностей препарата на основе репешка находится в прямой зависимости от его химического состава. В него входят: дубильные вещества, эфирные масла, глюкоза, фруктоза, полисахариды, лимонная, яблочная, щавелевая, винная и хинная кислоты, стероиды, соединения азота, катехины, флавоноиды и фенолкарбоновые кислоты.

#### Сбор и заготовкалекарственного сырья
Сбор растительного сырья надлежит осуществлять в период цветения, лучше всего в июле. Сушка травы производится естественным путём или в сушилках, но при температуре не выше 40 °C.

## История и фольклор
Из-за целебных свойств растение ассоциировали с определёнными верованиями и обрядами. Так, в астрологии, по en:Nicholas Culpeper он связан со знаком Рака.
|                                                |  |  |  |
| Слева направо: Листья, цветок, соцветие, плоды |  |  |  |

## Классификация

### Таксономическое положение
- Agrimonia eupatoria L., 1753, Sp. Pl. : 448

Вид Репешок обыкновенный включается в род Репешок (Agrimonia) семейства Розовые (Rosaceae) порядка Розоцветные (Rosales), последовательно входящего в более крупные клады Фабиды → Розиды → Суперрозиды → Эвдикоты → Цветковые растения. Таксономическая схема в соответствии с Системой APG IV по состоянию на июнь 2024 года:
|  |                          |  |                                   |                                   |                   |  | еще 8 семейств | еще 8 семейств |                          |  |                         |  | еще 22 подтвержденных вида и 40 видов, ожидающих подтверждения | еще 22 подтвержденных вида и 40 видов, ожидающих подтверждения |  |
|  |                          |  |                                   |                                   |                   |  | еще 8 семейств | еще 8 семейств |                          |  |                         |  | еще 22 подтвержденных вида и 40 видов, ожидающих подтверждения | еще 22 подтвержденных вида и 40 видов, ожидающих подтверждения |  |
|  |                          |  |                                   | порядок Розоцветные               |                   |  |                |                | род Репешок              |  |                         |  |                                                                |                                                                |  |
|  |                          |  |                                   | порядок Розоцветные               |                   |  |                |                | род Репешок              |  | 4 внутривидовых таксона |  |                                                                |                                                                |  |
|  | клада Цветковые растения |  |                                   |                                   | семейство Розовые |  |                |                | вид Репешок обыкновенный |  |                         |  |                                                                |                                                                |  |
|  | клада Цветковые растения |  |                                   |                                   |                   |  |                |                |                          |  |                         |  |                                                                |                                                                |  |
|  |                          |  | ещё 63 порядка цветковых растений | ещё 63 порядка цветковых растений |                   |  |                | еще 116 родов  | еще 116 родов            |  |                         |  |                                                                |                                                                |  |
|  |                          |  |                                   | ещё 63 порядка цветковых растений |                   |  |                |                | еще 116 родов            |  |                         |  |                                                                |                                                                |  |

### Внутривидовые таксоны
- Agrimonia eupatoria subsp. asiatica (Juz.) Skalický
- Agrimonia eupatoria subsp. eupatoria
- Agrimonia eupatoria subsp. grandis (Andrz. ex C.A.Mey.) Bornm.
- Agrimonia eupatoria subsp. grandis (Asch. & Graebn.) Bornm.

### Синонимы
- Agrimonia elata Salisb.
- Agrimonia eupatoria var. minor (Mill.) Sol.
- Agrimonia odorata [[auct.,p.p.408]]
- Agrimonia officinarum Lam.
- Agrimonia sulcata Dulac
- Agrimonia vulgaris Gray
- Eupatorium dioscoridis Bubani